# テンセント浜海ビル
テンセント浜海ビル（テンセントひんかいビル、中国語: 騰訊濱海大廈、英語: Tencent Seafront Towers）または騰訊浜海大廈（テンセントひんかいたいか）は、中華人民共和国深圳市南山区にある高さ248mの超高層ビルである。

## 解説
中国の多国籍コングロマリッドであるテンセントが所有し、テンセントの本社機能を同深圳市南山区の騰訊大廈から移転する目的で2011年に着工し、2017年に完成、供用開始した。
50階建てで248 mの北塔と、39階建てで194 mの南塔からなるツインタワーで、3階から5階にある「文化連接層」、22階から37階にある「健康連接層」、35階から37階にある「知識連接層」の3層の連絡橋により空中で連絡している。
2023年に次の本社ビルとして新たにTencent Helixを建設する計画が発表された。

## 建築
設計はアメリカのNBBJと中国の同済大学建築設計研究院（TJAD）、施工は中国建筑第二工程局で、2011年に着工し、2015年2月5日に工事が再頂部に到達、2016年に工事が終わり、2017年11月28日に正式に本社として使用を開始し、従業員が移転した。2023年10月14日に窓ガラスに鳥の衝突を防止するためのシールが貼られた。
3層の連絡橋および南塔の屋上は緑化されており、卓越風による換気システムを備えている。旧本社ビルの騰訊濱海大廈からテンセント浜海ビルへの移転で、オフィス面積は3倍になり、二酸化炭素排出量は40%削減される設計である。ビル内には社員や社員の家族向けに3階を貫くロッククライミング場、300 mの円形トラック、計算機の排熱を利用した温水プールなどの施設がある。

## ギャラリー

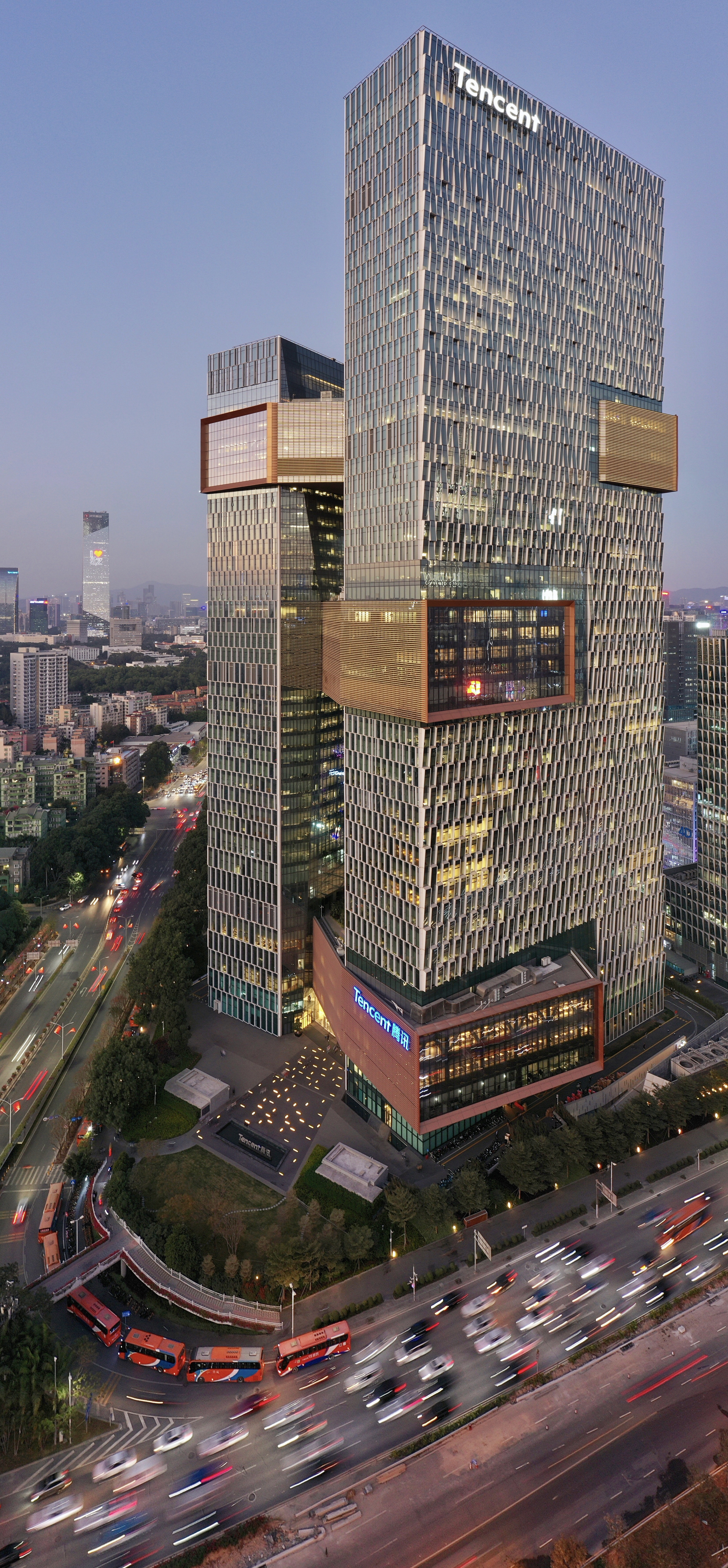
夕暮れのテンセント浜海ビル
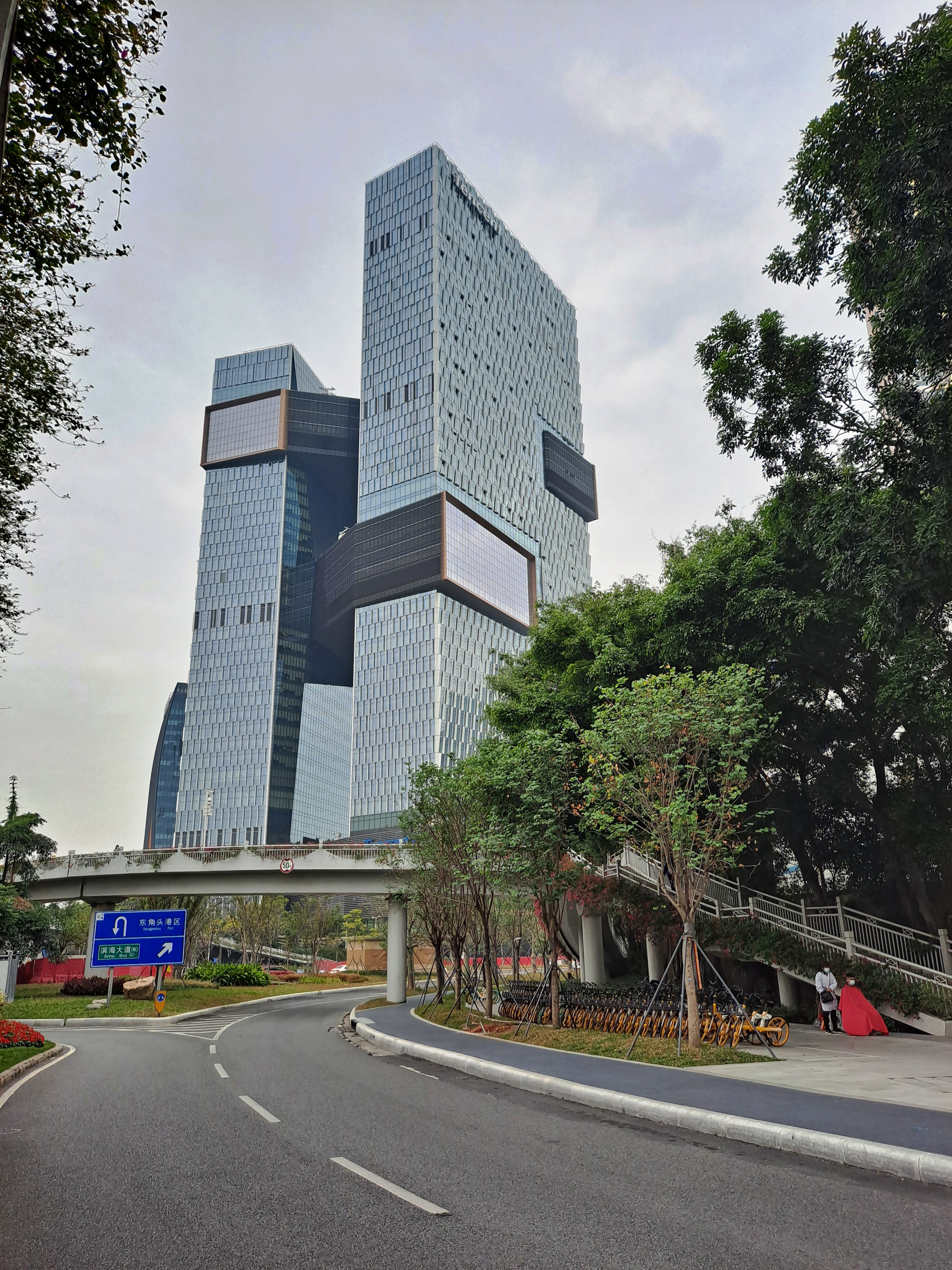
車道からの眺め
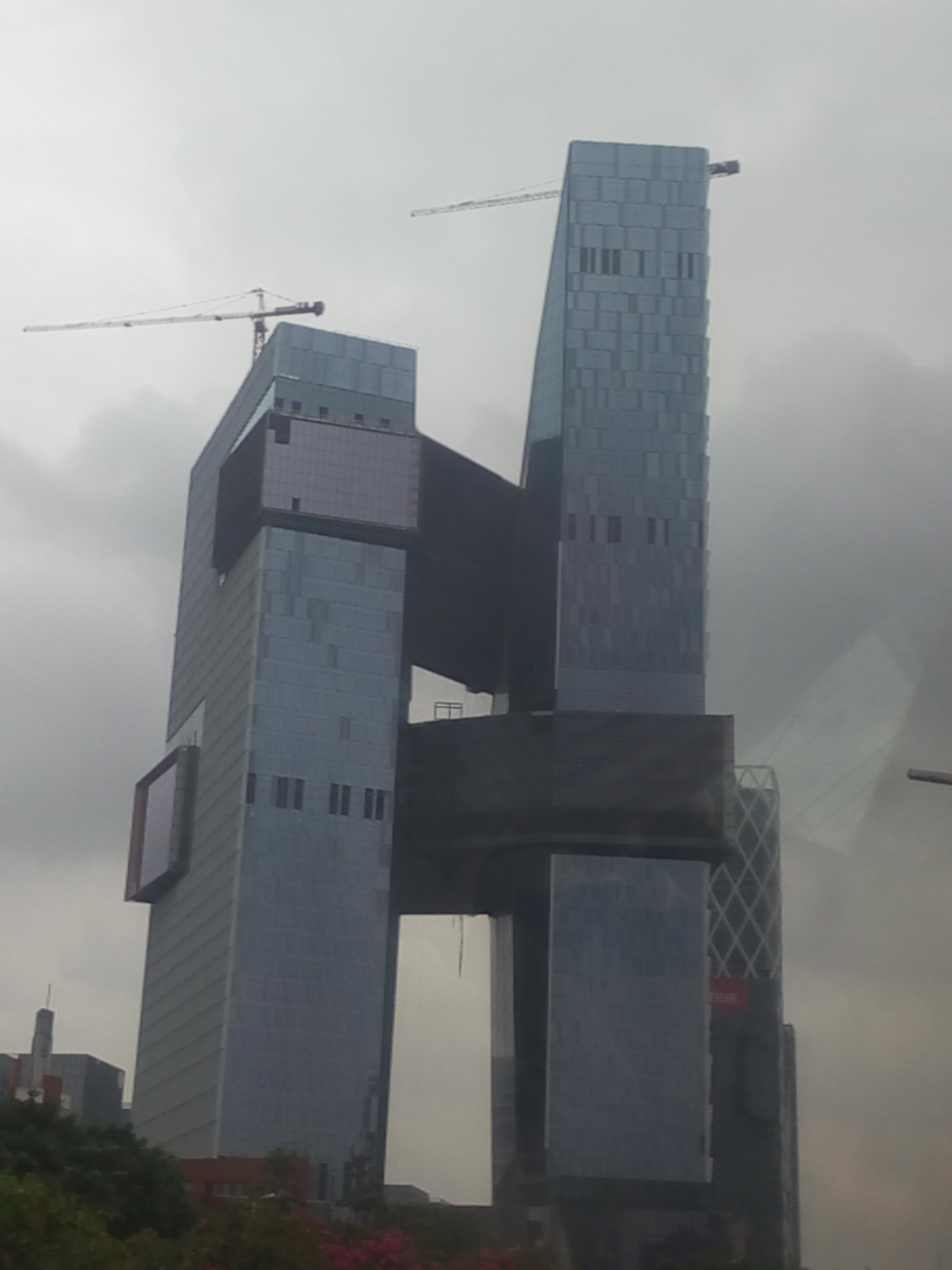
建設中のテンセント浜海ビル
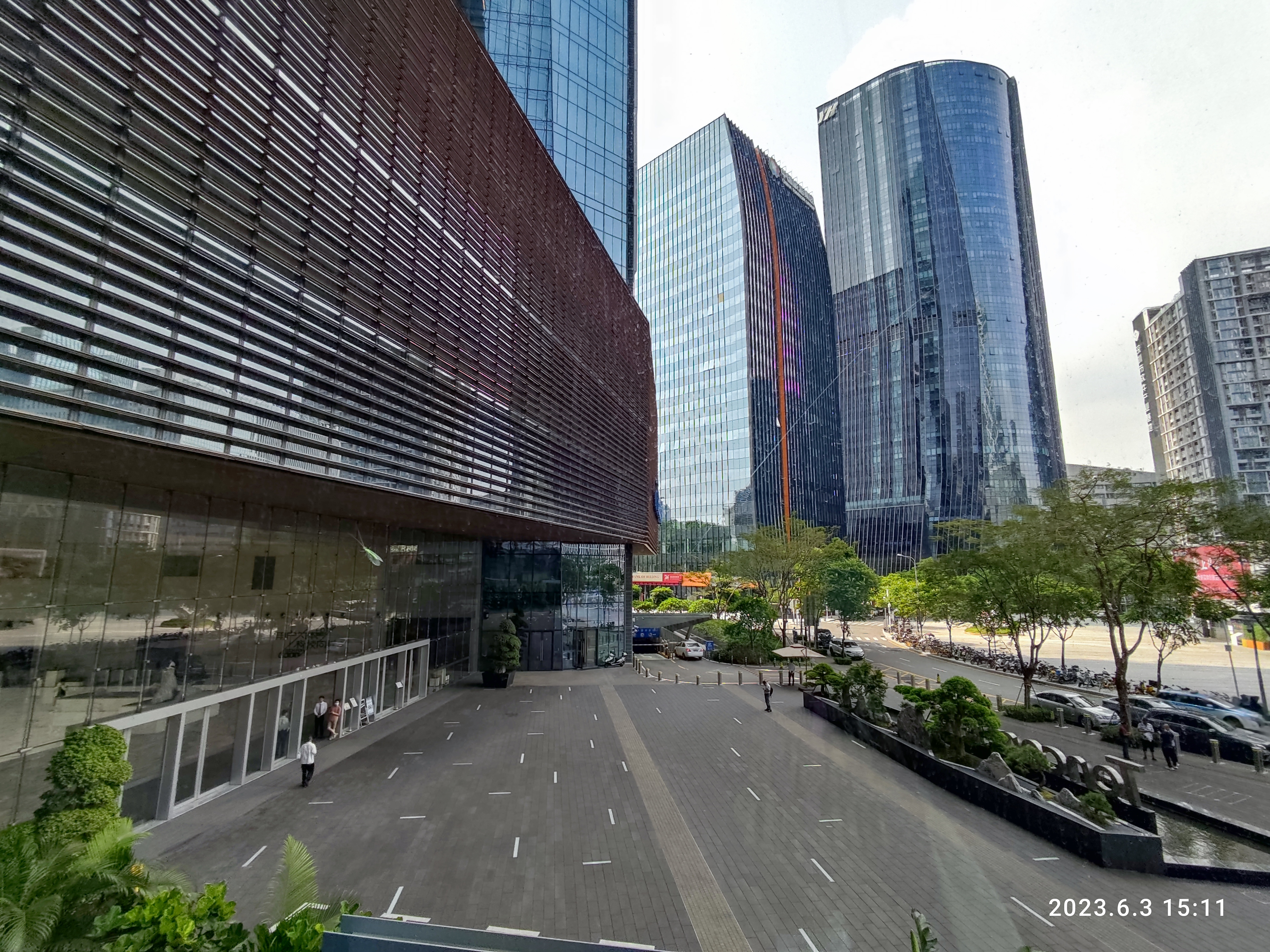
エントランス
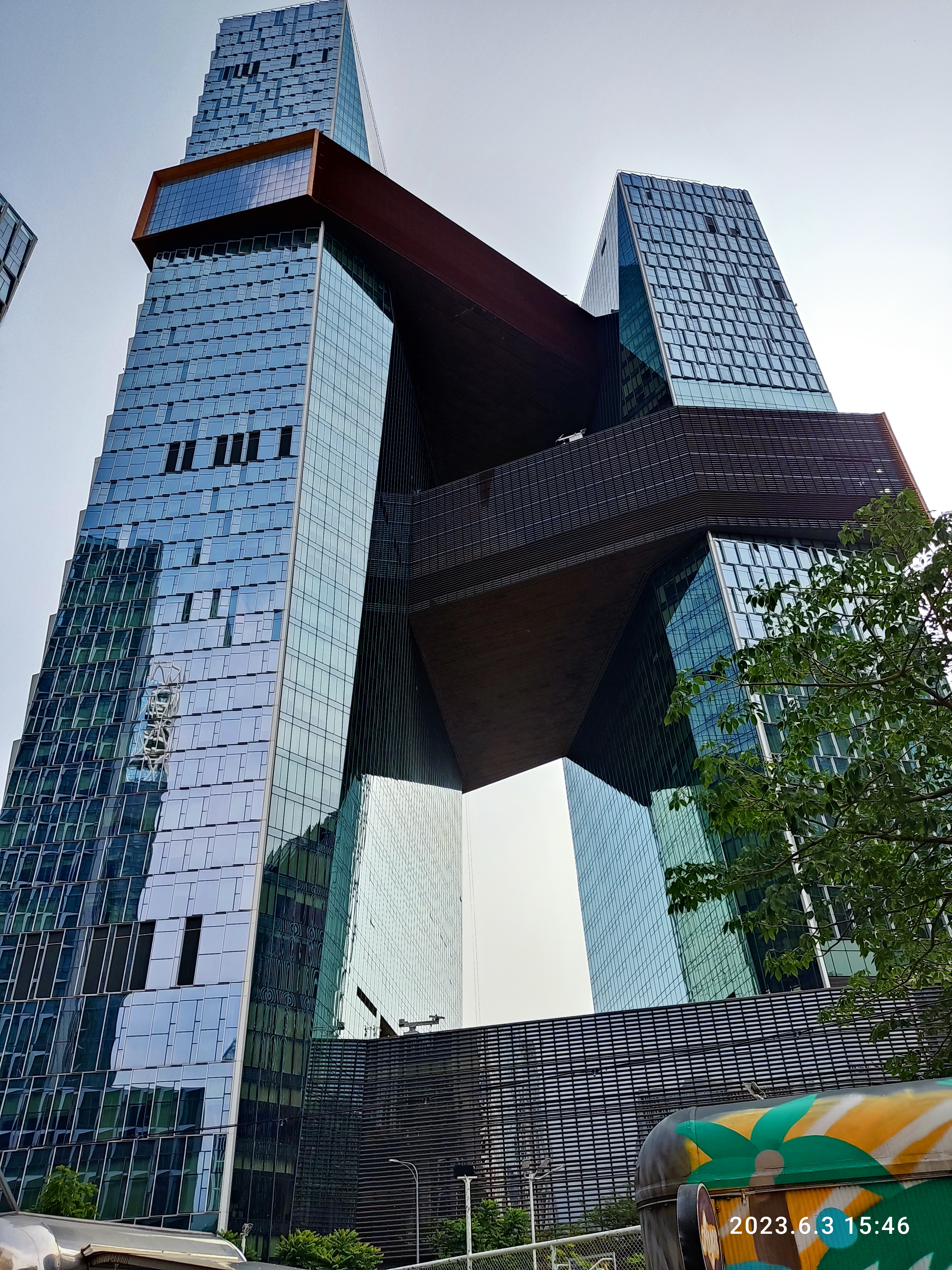
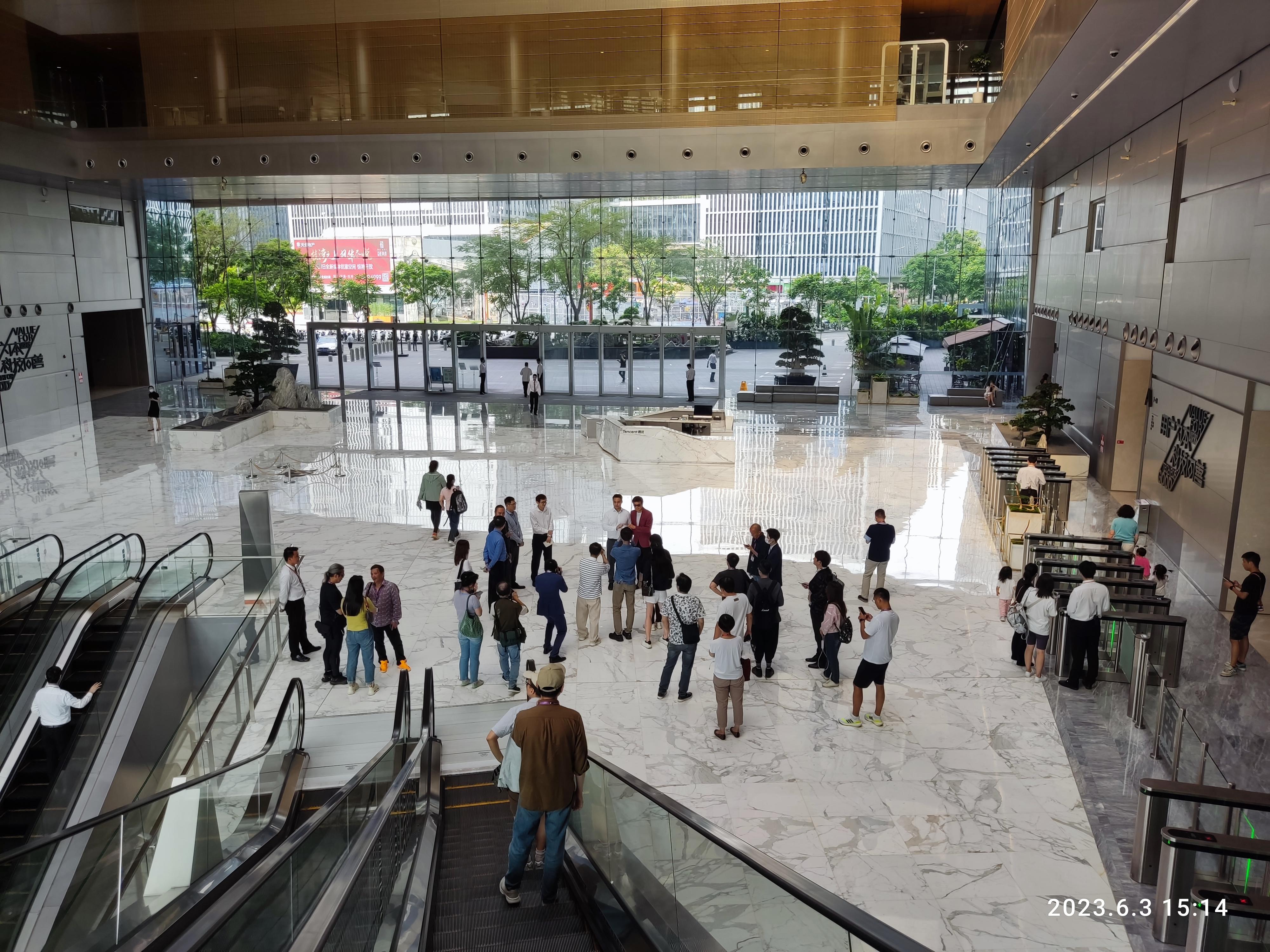